# Henry Horne
Henry Sinclair Horne, 1.º Barão Horne, GCB, KCMG (Caithness, 19 de fevereiro de 1861 – 14 de agosto de 1929), foi um general do Exército Britânico, conhecido pelo seu comando na Primeira Guerra Mundial. Foi o único oficial de artilharia britânico a liderar um exército na guerra.